# Sint-Vituscollege
Het Vituscollege, tot 2016: Sint-Vituscollege, is een interconfessionele scholengemeenschap voor voortgezet onderwijs met locaties in Bussum en Naarden. Er wordt onderwijs aangeboden van vmbo-t tot en met gymnasium. De school is vernoemd naar Sint-Vitus, schutspatroon van Het Gooi. Het motto van de school luidde: Dum disco spero (Zolang ik leer, heb ik hoop).
Het Vituscollege ligt aan de Beerensteinerlaan 69 in de Bussumse wijk Het Spiegel. Deze locatie biedt een havo/vwo-brugklas, een atheneum-brugklas en een gymnasium-brugklas. Na de tweejarige brugperiode splitsen de atheneum-/havoklassen zich in een havo- en een vwo-afdeling (atheneum en gymnasium). Het aantal leerlingen van het Vituscollege Bussum ligt al sinds begin jaren zeventig op ca. 1.200 leerlingen.

## Geschiedenis
Het Vituscollege werd in 1955 door paters van de Orde van het Heilig Kruis uit Amersfoort opgericht als katholieke school voor middelbaar onderwijs in Bussum. Het bestuur van de school werd sinds mei 2009 gevormd door de Stichting Interconfessioneel (RK/PC) Voortgezet Onderwijs in het Gooi (SIVOG), die ook het Bussumse Willem de Zwijger College bestuurt. In 2021 is de naam van deze stichting gewijzigd in Stichting Volant. Volant vertegenwoordigt vier scholen voor voortgezet onderwijs in Gooise Meren: het Vituscollege te Bussum, de Vitusmavo te Naarden, het Willem de Zwijger College te Bussum en het Montessori Lyceum Gooise Meren te Naarden. Deze laatste school is in het schooljaar 2022-2023 gestart. In een overgangsfase van een aantal jaren zullen het Willem de Zwijger College en de Vitusmavo opgaan in deze fusieschool. De definitieve locatie van deze nieuwe school is nog niet bekend.

### Verbouwing
Het huidige hoofdgebouw werd in 1965 (in de zogenaamde functionalistische stijl) gebouwd op het terrein van de nog steeds bestaande villa 'Berkenheuvel' aan de Nieuwe 's-Gravelandseweg 57 van de uitgever Ten Hagen. Deze villa werd in 1958 door het Vituscollege aangekocht en maakte tot begin jaren tachtig deel uit van de school. Op 6 oktober 2005 werd een nieuw bèta-gebouw geopend, dat als vervanging moest dienen voor de diverse noodlokalen, die gedurende tientallen jaren rond het hoofdgebouw op het terrein stonden. Het is ontworpen door Snelder Architecten. Het nieuwe bèta-gebouw staat aan de zuidzijde van het oude sportveld, op de plaats van de vroegere fietsenstalling. Op het oostelijke deel van het oude sportveld staat reeds sinds de jaren tachtig de tennishal van de naastgelegen Tennisclub Bosheim. Met de bouw van de tennishal werd de fietsersingang verplaatst van de Plaggenweg naar de Nieuwe 's-Gravelandseweg. Het huidige sportveld ligt op de plaats van de vroegere 'Zandzee', tussen 1939 (uitgraving) en midden jaren zeventig (demping) het enige stuifzandven in Het Gooi. In het hoofdgebouw werd de lerarenkamer gerenoveerd, en een trappenhuis toegevoegd. Deze verbouwing heeft een prijs gewonnen van de gemeente Bussum en is nog een aantal malen genomineerd.

## Vitusmavo
In augustus 2001 werd de in de jaren zeventig opgerichte Ministerparkschool voor Christelijke Mavo aan de Cort van der Lindenlaan 5 te Naarden onderdeel van het Vituscollege. Deze school heet thans Vitusmavo en heeft een mavo- en een mavo/havo-afdeling. De Vitusmavo heeft circa 350 leerlingen. Bij positief advies kunnen leerlingen uit de mavo/havo-klas na twee jaar doorstromen naar het havo op het Vituscollege te Bussum.

## Trivia
Het Vituscollege had jarenlang een koor met combo, bestaande uit leerlingen en enkele docenten, onder leiding van de in 2005 overleden Pia ten Hagen (conrectrix, lerares Duits en dochter van de voormalige eigenaar van villa Berkenheuvel). Dit Vitus jongerenkoor zong spirituele liederen en gospels, maakte tournees (met name in Duitsland) en begeleidde regelmatig kerkdiensten. Het werd in 1986 opgeheven.
De vijver in de 'docententuin' aan de Nieuwe 's-Gravelandseweg heeft een zandbodem en wordt naar verluidt gevoed door natuurlijke kwel. De vijver is waarschijnlijk al bij de bouw en tuinaanleg van villa Berkenheuvel in 1906 gegraven. In mei 2012 is de zeldzame gevlekte witsnuitlibel in de vijver gesignaleerd.
In en onder de kunstmatige heuvel rechts van de huidige fietsersingang aan de Nieuwe 's-Gravelandseweg bevindt zich mogelijk een oude ijskelder van villa Berkenheuvel.
Ter gelegenheid van het 60-jarige bestaan van het Vituscollege vond in 2015 een reünie plaats. Leerlingen en oud-leerlingen van het Vitus noemen zichzelf ook wel 'Vitanen'.

## Bekende oud-leerlingen

### Vituscollege
- Sarah Bannier (actrice)
- Willibrord van Beek (commissaris van de Koning van de provincie Utrecht, 2013-2019)
- Elise Berends (musicalactrice)
- Vincent Bijlo (cabaretier)
- Sarah Chronis (actrice)
- EliZe (zangeres)
- Peter Heerschop (cabaretier)
- Hans Galesloot (auteur)
- Jaap van Ginneken (psycholoog)
- Chris Jansen (politicus)
- Thijs van Leer (musicus)
- Martijn Luttmer (musicus)
- Floris Michiels van Kessenich (homoactivist)
- Marente de Moor (schrijfster)
- Dick Pels (socioloog en publicist)
- Leo Platvoet (politicus)
- Tjitske Reidinga (actrice)
- Thekla Reuten (actrice)
- Thijs Reuten (politicus)
- Daniël Samkalden (zanger/songwriter)
- Joep Sertons (acteur)
- Saskia Temmink (actrice)
- Julia van der Toorn (zangeres)
- Marit Törnqvist (illustratrice)
- Marciano Vink (voetballer)
- Tom van 't Hek (hockeyer)
- Noémi Boekel (softbalster)

### Vitusmavo (v/h Ministerparkmavo)
- Youp van 't Hek (cabaretier)
- Tycho Muda (roeier)
- Vincent Muda (roeier)
- Kevin Rijnvis (voetballer)